# Ronaldinho
de Assis Moreira est un nom portugais ; le premier nom de famille (d'usage facultatif) est de Assis et le second est Moreira.
Pour les articles homonymes, voir Assis et Moreira.
Ne doit pas être confondu avec Ronaldo.
Ronaldo de Assis Moreira, né le 21 mars 1980 à Porto Alegre au Brésil, plus communément connu sous le pseudonyme de Ronaldinho Gaúcho ou tout simplement Ronaldinho, est un footballeur international brésilien qui évoluait au poste d'ailier et milieu offensif dans les années 2000 et 2010. Considéré comme l'un des plus grands joueurs de l'histoire du football, Ronaldinho est connu pour sa technique individuelle, ses dribbles et sa conduite de balle exceptionnelle.
Formé au Grêmio, Ronaldinho débarque en Europe au Paris Saint-Germain où il révèle son talent mais se brouille avec son entraîneur Luis Fernandez. En 2003, il est transféré au FC Barcelone et devient l'un des meilleurs ailiers du monde. Le Brésilien remporte plusieurs titres dont deux championnats d'Espagne, deux supercoupes et la Ligue des champions en 2006. Cette période, coïncidant à l'apogée de sa carrière, lui permet de gagner le prix du meilleur footballeur de l'année FIFA à deux reprises et surtout le Ballon d'or 2005. Il sera également élu « joueur de la décennie » en 2009 par le magazine World Soccer. Après son passage barcelonais, il poursuit sa carrière au Milan AC avant de retourner au Brésil au cours de la saison 2010-2011.
Dans son pays natal, le Brésilien gagne le championnat de Rio de Janeiro en 2011 avec Flamengo puis la Copa Libertadores avec l'Atlético Mineiro. Il effectue ensuite une pige d'une saison au Mexique avant d'évoluer à Fluminense. Sans club depuis 2015, il officialise la fin de sa carrière trois ans plus tard.
Sur la scène internationale, Ronaldinho fait ses débuts avec l'équipe A  du Brésil en 1999, année où il est meilleur buteur de la Coupe des Confédérations et remporte la Copa América. Trois ans plus tard, il est sacré champion du monde face à l'Allemagne en finale, inscrivant trois buts dans le tournoi, et fait partie du trio d'attaque composé de Ronaldo et Rivaldo. Il ajoute ensuite la Coupe des confédérations 2005 à son palmarès mais n'est pas décisif lors de la Coupe du monde 2006, achevée en quart-de-finale, où le Brésil était pourtant favori. Il s'agit de sa dernière compétition internationale majeure puisqu’il n'est pas retenu pour les Copa América suivantes ni le Mondial 2010 et 2014. Considéré comme l'un des plus grands joueurs brésiliens de l'histoire, il cumule 33 buts et 97 sélections sous le maillot auriverde.
Alors qu'il est membre du FIFA 100, la notoriété de Ronaldinho dépasse le cadre du football. Il a notamment investi dans la mode, la musique, le jeu vidéo et est actif sur les réseaux sociaux où il possède plusieurs millions d'abonnés. Il continue également de participer à des matchs caritatifs et est ambassadeur de son ancien club du FC Barcelone. Il est d'ailleurs un utilisateur du Joga Bonito tout comme Neymar Jr., Robinho ou encore Quaresma. 
Flocage “Ronaldo” lors de la Coupe du Monde U20 (1999)
Lors de la Coupe du Monde U20 de la FIFA 1999, organisée au Nigeria, Ronaldinho portait le numéro 7 au sein de l’équipe du Brésil. Fait exceptionnel et méconnu, il portait alors le nom “RONALDO” floqué sur son maillot, conformément à son nom complet : Ronaldo de Assis Moreira. Ce flocage prêtait à confusion avec Ronaldo Luís Nazário de Lima, déjà star de la sélection A.
C’est seulement à partir des années 2000, lors des Jeux Olympiques de Sydney puis de ses débuts en équipe première, que le joueur adopte officiellement le surnom Ronaldinho, signifiant « petit Ronaldo », afin d’éviter toute confusion avec son illustre homonyme. Ce changement de nom marquera le début de sa reconnaissance internationale sous le nom de Ronaldinho Gaúcho.
Une image tirée du match Brésil–Croatie (14 avril 1999) confirme visuellement cet usage unique du flocage « RONALDO » sur le maillot numéro 7 porté par Ronaldinho pendant ce tournoi.

## Biographie

### Enfance et formation
Benjamin des trois enfants de João da Silva Moreira et de Dona Miguelina, Ronaldo de Assis Moreira dit « Ronaldinho » est né le 21 mars 1980 à l'hôpital universitaire de São Lucas à Porto Alegre (RS), au Brésil. Il est issu d'une famille modeste dont le père – qui fut dans les années 1970 un milieu offensif de bon niveau évoluant au club amateur local, le Esporte Clube Cruzeiro (Porto Alegre) – exerce le métier de soudeur et arrondit ses fins de mois en surveillant les voitures du parking du Gremio Porto Alegre. Le père de Ronaldinho l'emmène dès son plus jeune âge hors des entraînements et lui fait faire des coups francs, corners, penalties et tout ce qui peut faire évoluer son fils. En 1988, alors que « Ronnie » n'a que 8 ans, son père meurt et Roberto Assis, l'aîné de la famille, devient le modèle de Ronaldinho, comme il le déclare plus tard : « Mon frère est un vrai héros pour moi. C'est un exemple, que ce soit en tant que père, frère ou footballeur ».
Roberto Assis est un grand espoir de son club et c'est ainsi que Ronaldinho grandit dans l'univers du foot au cœur de la favela Vila Nova, et commence à suivre les traces de son frère. Partagé entre l’école et le sport, Ronaldinho entre au collège Alberto Torres de Vila Nova à 6 ans, avant de déménager avec sa famille et d’entrer au collège (école de foot) Langendonck de Porto Alegre en 1987. Sa passion pour le jeu est déjà compulsive. Et quand ses amis n’en peuvent plus, il trouve en son chien Bombon un partenaire d’entraînement infatigable qu’il dribble aussi bien dans le jardin familial qu’à l’intérieur de la maison, au milieu des meubles. En 1991, alors âgé de 11 ans, Ronaldinho rejoint Belo Horizonte pour un tournoi[réf. nécessaire]. Pendant trois mois, il rejoint son grand frère en Suisse et joue dans les équipes de jeunes du FC Sion avant de rentrer au Brésil. En 1995, il connaît ses premières convocations dans la sélection des jeunes de Grêmio.[réf. nécessaire]
Ronaldo, déjà surnommé Ronaldinho à cette époque-là par ses coéquipiers en raison de sa petite taille, rentre dans le club local du Grêmio FBPA à l'âge de 7 ans. Il fait ses preuves, notamment à l'âge de 13 ans quand il marque 23 buts pour son équipe dans un seul et même match. En 1997, l'adolescent remporte le championnat du monde des moins de 17 ans avec l'équipe nationale en Égypte. Le PSV Eindhoven propose six millions de dollars pour l'attaquant fluet mais Gremio refuse. Il rentre alors dans l'effectif professionnel.

### Débuts professionnels au Gremio (1998-2001)
Si les années 1997 et 1998 traduisent l'entrée de ce jeune joueur prometteur en compétition, l'année 1999 est l'année de la confirmation. Celso Roth, nouvel entraîneur du Grêmio, le titularise dès le début du championnat du Rio Grande do Sul. Le futur Ronnie ne trahit pas la confiance de son entraîneur puisqu'il termine meilleur buteur de l'épreuve avec 15 réalisations en 14 rencontres et inscrit  l'unique but lors de la finale d'appui du championnat entre le Grêmio et l'Internacional (1-0, 0-2, 0-1). Il gagne ainsi son premier trophée et reçoit une nouvelle fois des offres dont celles du Real Madrid en 1999, de l'Inter Milan et également du FC Barcelone.
En 2000, « Ronnie » inscrit 39 buts en 43 matchs avec son club.
Le 22 décembre 2000, il signe, sous secret, un pré-contrat qui le lie au Paris Saint-Germain pour une durée de cinq ans. Cette signature intervient dans le contexte de l'entrée en vigueur de la loi Pelé qui interdit les indemnités de transfert pour les joueurs en fin de contrat : Ronaldinho est alors en fin de contrat avec Gremio. Le Gremio fait une offre très importante pour conserver le joueur, qui refuse. L'affaire devient médiatique, et Ronaldinho est sifflé lors de son dernier match avec le Gremio. La FIFA est appelée pour arbitrer le litige entre les deux clubs, Ronaldinho étant interdit de terrain en attente d'une solution. Le PSG doit finalement payer 4,8 M€ au Grêmio, pour une valeur du joueur estimée à 75 M€. Ronaldinho joue son premier match avec le PSG le 4 août 2001,.

### Révélation au Paris SG (2001-2003)
Le 10 avril 2001, Ronaldinho débarque à Paris accompagné de son frère-agent Roberto Assis et de son conseiller Eric Lovey. Son contrat de cinq ans ne prend effet qu'au 1er juillet 2001 mais le joueur vient prendre ses repères. Le premier jour est consacré à un déjeuner avec Luis Fernandez et Laurent Perpère. Le lendemain, le Brésilien passe sa visite médicale. Il est le centre d'une activité médiatique importante.
Il s'en retourne ensuite au Brésil pour revenir en mai, alors que Grêmio réclame toujours 38 M$ devant la justice.
Il se contente de s'entrainer sans pouvoir jouer jusqu'à la fin de la saison et fait finalement son grand bain pour la deuxième journée de la saison 2001-2002 contre Auxerre, match qui attire énormément de journalistes,. Ronaldinho marque son premier but pour le PSG le 14 octobre 2001, lors d'une rencontre de Ligue 1 face à l'Olympique lyonnais. Il entre en jeu ce jour-là et marque le but égalisateur de son équipe (2-2 score final).
Après six mois d'adaptation, Ronaldinho s'impose comme le joueur majeur de son équipe, mais le PSG ne termine qu'à la quatrième place du championnat et se fait sortir en seizièmes de finale de la coupe UEFA par les Glasgow Rangers.
De retour d'une coupe du monde victorieuse et auréolé d'un statut de star, il vit une saison 2002-2003 marquée par le conflit qui l'oppose à son entraîneur Luis Fernandez, celui-ci n'hésitant pas à le laisser sur le banc de touche à plusieurs reprises. Il expliquera que Ronaldinho n'était pas présent à l'entraînement, n'arrivant que le vendredi pour jouer le samedi. Fernandez reproche à Ronaldinho son irrégularité.
Les performances de l'équipe sont encore en deçà des attentes avec une 11e place en championnat et une nouvelle élimination précoce en coupe UEFA.
Malgré son talent hors norme, Ronaldinho ne parviendra pas à ajouter de ligne au palmarès du club de la capitale, échouant notamment en finale de la coupe de France (défaite 2-1 contre Auxerre en 2003). Ses performances lumineuses, comme son match contre l'OM au Vélodrome, attirent alors les plus grands clubs européens (il est entre autres convoité par Manchester United).

Quelques années après son passage dans la capitale, il revient sur ses deux années au PSG : 

« J’ai passé de très bons moments avec le PSG. Mais là-bas, parfois, j’ignorais totalement jusqu’au dernier moment si j’allais jouer. C’est comme ça… Je ne regrette pas d’avoir joué à Paris. J’y ai quand même appris des choses car Paris est un bon club. Passer par le PSG m’a aidé à atteindre mon niveau actuel. D’ailleurs, je suis reconnaissant et je remercie encore les gens que j’ai connus là-bas. »

Au bilan de deux années au PSG, il est titularisé sur seulement 54 % des matchs de Ligue 1. Il est impliqué dans 31 des 90 buts inscrits par le club.
En 2022, le magazine So Foot le classe dans le top 1000 des meilleurs joueurs du championnat de France, à la 57e place.

### Consécration mondiale au FC Barcelone (2003-2008)

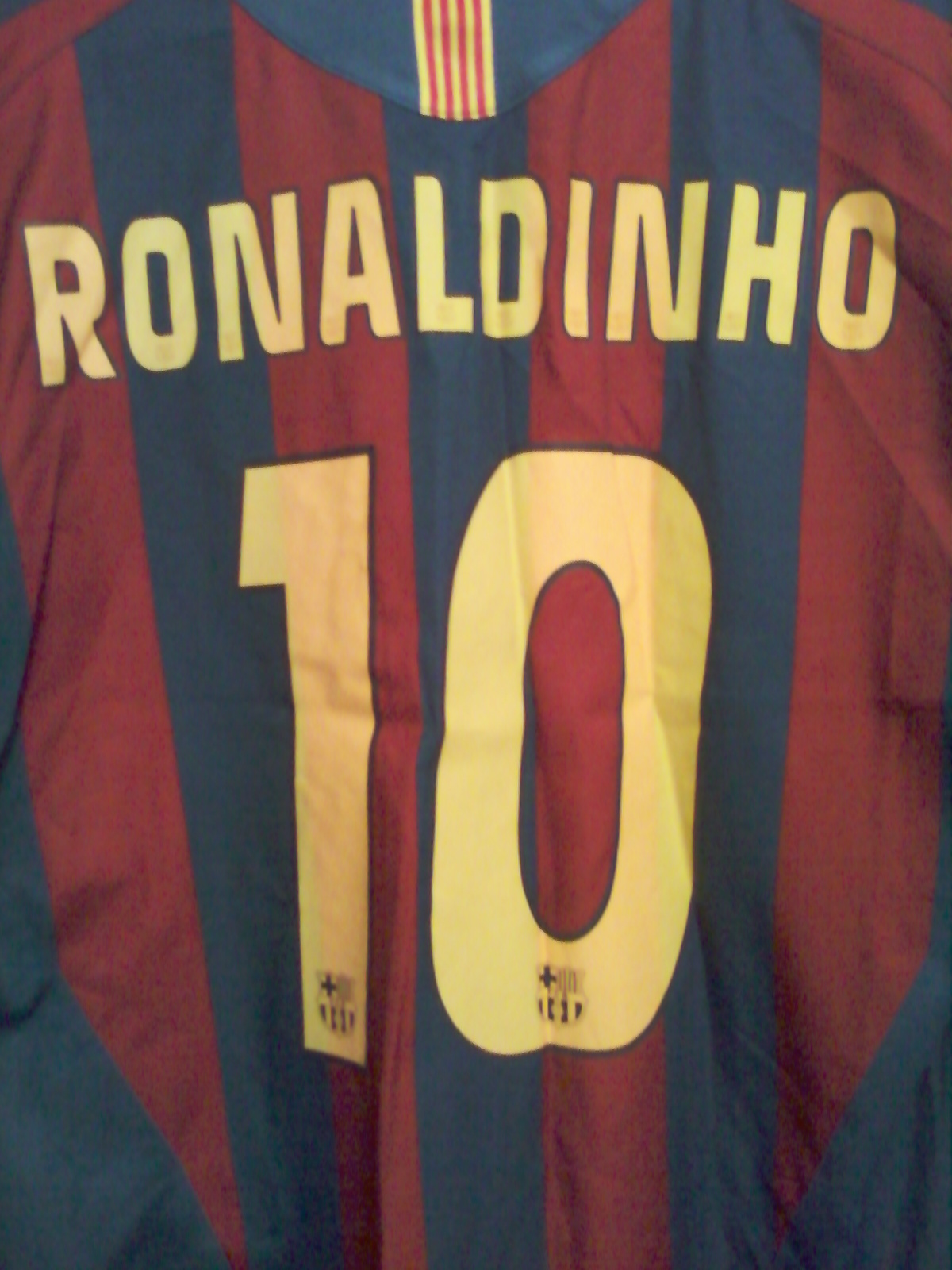
"Ronnie" hérite du numéro 10 à son arrivée dans l'effectif du Barça.

Au lendemain du cinquième titre mondial conquis de haute lutte par le Brésil, le jeune joueur retourne à Paris, mais pour une saison seulement. On l'annonce ensuite au Real Madrid et à Manchester United, mais c'est finalement le FC Barcelone qui obtient sa signature, non sans avoir dû débourser la somme record de 30 millions d'euros. L’histoire du transfert de Ronaldinho au Barça est pour le moins rocambolesque. Journaliste au quotidien barcelonais Sport, Toni Frieros a détaillé cet événement dans une biographie dédiée à Ronaldinho. On attribue généralement la venue de Ronaldinho au Barça à l'amitié du joueur avec le dirigeant du club Sandro Rosell. Ronaldinho signe alors pour un salaire de 4,5 M€ par an. Le FC Barcelone met de gros espoirs sur cette acquisition car le club sort d'une période difficile. Il reçoit un accueil important de la presse.
Le nouveau champion du monde arrive en Catalogne juste à temps pour commencer la saison 2003-2004 durant laquelle il marque son premier but contre le Séville FC d'une frappe de 30 m transversale rentrante après un slalom dans la défense adverse. Sous son impulsion, le Barça retrouve des couleurs et termine à la deuxième place du championnat, mais échoue en huitièmes de finale de la coupe UEFA contre le Celtic Glasgow. La même année, Ronaldinho est désigné Meilleur footballeur de l'année FIFA et meilleur joueur de la Liga où il a inscrit 15 buts au cours de la saison.[réf. nécessaire]
Très vite, il succède dans le cœur des supporters blaugranas à ses prédécesseurs tels que Romário, Rivaldo et Ronaldo. Il jouit d'une popularité qui dépasse désormais le cadre du football comme en témoignent ses nombreux contrats publicitaires (Nike lui offrant notamment des chaussures en or 24 carats).[réf. nécessaire]
La saison suivante, il se forge un véritable statut de héros auprès des supporters locaux en inscrivant neuf buts en Liga et surtout en adressant de nombreuses passes décisives à ses partenaires. Au sommet de son art, Ronaldinho mène le club catalan vers son 17e titre national, le premier depuis 1999. Ronaldinho est sacré Meilleur joueur de la Ligue des champions. C'est durant cette saison qu'il offre son premier but en professionnel au futur prodige Lionel Messi, face à Albacete, d'un subtil ballon piqué au-dessus de la défense.[réf. nécessaire]
Lors de la saison 2005-2006, 19 novembre 2005 à Madrid, le Clásico de la 12e journée de Liga entre le Real et le Barça tourne à la démonstration en faveur des blaugranas (0-3). Ronaldinho offre un récital technique et éclabousse la rencontre de son talent en inscrivant un doublé et en recevant les applaudissements du public madrilène, chose qui ne s'était pas produite depuis l'époque où Diego Maradona jouait au Barça (1982 à 1984).[réf. nécessaire]
Cette saison 2005-2006 voit Ronaldinho remporter le Ballon d'or, considéré comme la récompense individuelle suprême pour un joueur. Insatiable de trophées, il remporte une nouvelle fois la Liga, où il inscrira 17 buts ainsi que la Ligue des champions où il marquera à sept reprises. Sa saison est cependant contrastée par la piètre prestation qu'il offre durant le mondial en Allemagne. Au cours de ces trois premières années passées à Barcelone, Ronaldinho est considéré par beaucoup d'amateurs et de professionnels du ballon rond comme le meilleur joueur du monde (2003 à 2006).[réf. nécessaire]
La saison 2006-2007 est plus mitigée en club mais Ronaldinho est exceptionnel durant cette saison. Malgré ses 21 buts en Liga (un record durant son passage au Barça), quelques très bonnes prestations et quelques gestes exceptionnels dont il a le secret, le Barça termine deuxième du championnat et est éliminé dès les 1/8 de finale de la Ligue des champions.[réf. nécessaire]

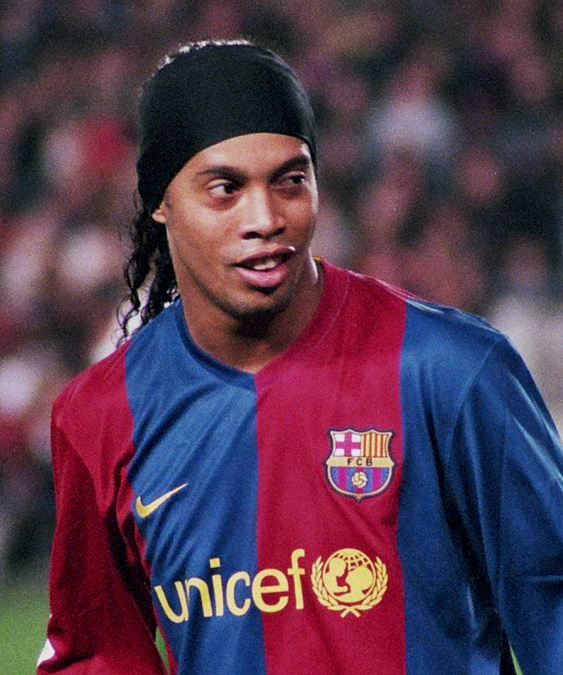
Ronaldinho en 2007.

Dans le même temps, il devient père d'un garçon, João, né le 25 février 2005, qu'il a eu avec Janaina Nattielle Viana Mendes, ancienne danseuse du Domingão do Faustão.
En janvier 2007, Ronaldinho est devenu citoyen espagnol. Le FC Barcelone n'a en effet le droit qu'à un maximum de trois joueurs non-européens : l'obtention de la nationalité permet de recruter un joueur international de plus. À l'automne 2007, Chelsea propose 70 M€ au FC Barcelone pour l'enrôler.
Pendant la saison 2007-2008, Ronaldinho est méconnaissable, critiqué pour un rendement en nette baisse, une condition physique insuffisante ainsi que de nombreuses sorties nocturnes. Ronaldinho n'a plus la même influence sur le jeu du Barça, Lionel Messi s'affirmant comme le nouveau prodige et meneur de jeu de l'équipe. Les (supposées) blessures à répétition, à cause d'une hygiène de vie non compatible avec le métier d'athlète de haut niveau et les mauvais rapports avec l'entraîneur Frank Rijkaard ainsi qu'une partie de l'équipe le conduisent à être écarté du groupe. Il perd aussi le soutien de la plupart des supporters, et son avenir au Barça est alors compromis.[réf. nécessaire]
Début avril, il souffre d'une blessure musculaire qui le prive du reste de la saison. Il est alors presque acquis qu'on ne reverra plus le Brésilien sous les couleurs de Barcelone ; de nombreuses rumeurs l'annoncent partant pour le Milan AC, la Juventus, l'Inter ou Chelsea FC. Cependant, sa carrière prend un tournant inquiétant lorsque, après avoir passé des tests physiques au sein du FC Barcelone pour arranger un transfert vers Milan, les médecins le déclarent inapte à jouer au football. Dès lors, le Milan AC est refroidi et cesse de manifester tout intérêt.[réf. nécessaire]
Finalement, le 15 juillet 2008, Ronnie signe un contrat de trois ans avec les Rossoneri, il rejoint ainsi ses compatriotes Kaká et Pato.[réf. nécessaire]

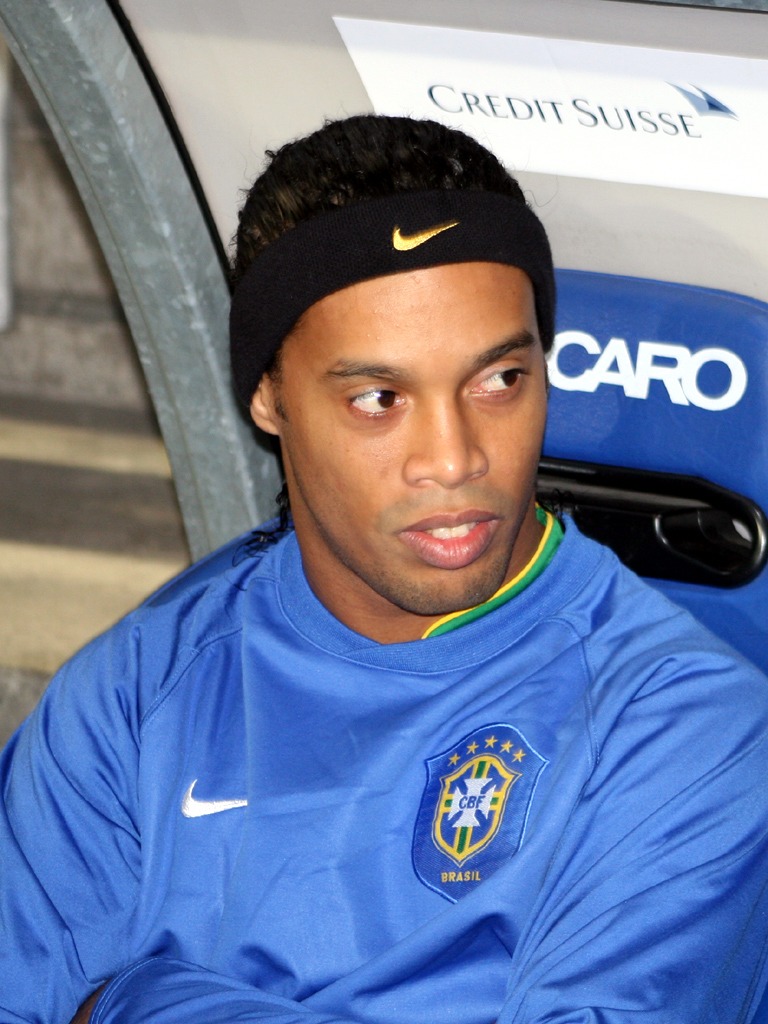

Entre les saisons 2003-2004 et 2007-2008 il dispute 207 matches, marque 94 buts et fait 56 passes décisives sous le maillot blaugrana.
Avec le FC Barcelone, il remporte deux fois le Championnat d'Espagne de football, une fois la Ligue des Champions, deux fois la Supercoupe d'Espagne, et trois fois la Coupe de Catalogne.

### Relance au Milan AC (2008-2011)

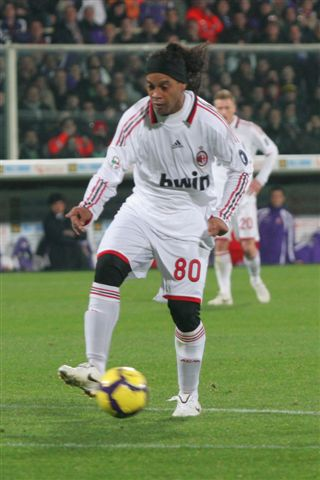
Ronaldinho en 2010 sous les couleurs du Milan AC.

Ronaldinho quitte l'Espagne pour l'Italie en rejoignant le Milan AC le 15 juillet 2008. Le montant de la transaction est 21 M€. Ronaldinho voit une diminution de 15 % de son salaire, et touche désormais 3,5 M€ par an.
C'est une occasion pour l'ancien Ballon d'or de retrouver son niveau et de relancer sa carrière sous les ordres de Carlo Ancelotti. Il joue son premier match sous le maillot milanais le 31 août 2008, lors de la première journée de la saison 2008-2009 face au Bologne FC. Son équipe s'incline par deux buts à un ce jour-là mais il se distingue en délivrant une passe décisive à Massimo Ambrosini sur le seul but des siens. Ronaldinho inscrit son premier but le 28 septembre 2008, lors d'un match important puisqu'il s'agit du Derby de la Madonnina face au grand rival de l'Inter Milan. Il donne la victoire à son équipe en marquant le seul but du match, de la tête sur un centre de son compatriote Kaká.
Sa première saison sera une déception pour le Brésilien où il ne marquera que 8 buts en 28 matchs de Série A et ne parviendra pas à empêcher le grand rival du Milan, l'Inter, de remporter un nouveau titre de champion.
À la suite du départ de Kaká pour le Real Madrid, Ronaldinho promet de jouer un rôle plus important et de retrouver un niveau de jeu plus convenable. Son début de saison sera néanmoins difficile. Mais il retrouve peu à peu ses sensations marquant notamment des buts importants en Ligue des champions face au Real Madrid et au FC Zurich. Ronaldinho est de retour au premier plan, après deux saisons décevantes et après avoir subi de nombreuses critiques au sujet de sa vie nocturne. Transparent lors de sa dernière saison avec Barcelone, intermittent durant sa première année à San Siro, le milieu gauche redevient déterminant lors de cette seconde saison en Lombardie. Passeur, buteur, influent dans le jeu de son équipe, Ronaldinho semble renaître. Le 12 octobre 2009, il reçoit le Golden Football Award, trophée récompensant un joueur de plus de 29 ans pour l'ensemble de sa carrière. Il finira l'année 2009 en trombe par un doublé face à la Juventus (victoire 3-0). Début 2010 commence également de fort belle manière puisque lors de la 20e journée de Serie A, il inscrit contre Sienne son premier triplé en Italie, il offre une nouvelle victoire du Milan AC (4-0). Auteur d’une prestation de grande qualité, le Brésilien a démontré l’étendue de son talent : un pénalty, une tête sur corner et une frappe puissante en pleine lucarne. À cette efficacité, il ajoute toujours ses fameux dribbles chaloupés, crochets courts et passement de jambes, qui régalent San Siro. Avec six buts sur les trois derniers matchs, Ronnie rend la confiance accordée par son nouvel entraineur et compatriote Leonardo.
Le 16 février 2010 lors du match de Ligue des champions contre Manchester United, Ronnie émerveille de nouveau grâce à de nombreux gestes techniques tout au cours du match ; dès la troisième minute après un coup franc de David Beckham et un dégagement raté de Patrice Évra, Ronaldinho démarqué reprend du droit et inscrit le 1-0 pour le Milan AC. Bien que les Red Devils prennent le dessus ensuite par trois buts, il permet de réduire la marque en fin de match grâce à une passe décisive pour Clarence Seedorf qui reprend d'une madjer (score final défaite 2-3 du Milan). Pour sa fin de saison, Ronaldinho confirme son retour au plus haut niveau et émerveille encore  avec des gestes de grande classe, notamment une talonnade destinée à Massimo Ambrosini et qui conduit à un but de Pato. Le Brésilien finit la saison meilleur passeur de Série A, avec 18 unités.
Toutefois, et malgré ses bonnes performances, il n'est pas retenu dans la Seleçao pour la coupe du monde sud-africaine.
L’incroyable dribbleur, qui s’est mué en passeur de génie avec le temps, reste une star mondiale. Son aura médiatique et son potentiel d’un point de vue commercial continuent d’attirer les clubs. Âgé de 29 ans, Ronaldinho apparaît loin d’être fini pour le football. Lors du mercato estival, de nombreuses rumeurs l'envoient au Brésil et aux États-Unis mais le propriétaire de l'AC Milan, Silvio Berlusconi, dément la possibilité de l'éventuel transfert du Brésilien.
Avec une joie et un niveau retrouvé, Ronnie entame la saison comme il a fini la précédente : en distillant toujours ses caviars qui régalent ses nouveaux coéquipiers Zlatan Ibrahimović et Robinho. Le 15 septembre 2010, au lendemain du match de l'AC Milan contre Auxerre à San Siro, et après avoir été à l'origine des deux buts de son nouveau coéquipier le Suédois Ibrahimović, Ronaldinho déclare qu'il a retrouvé son niveau du temps où il jouait au FC Barcelone. Auteur de matches de bonnes factures, il assiste néanmoins impuissant au naufrage en Ligue des Champions face au Real Madrid de Cristiano Ronaldo. Toutefois, son niveau retrouvé est récompensé par une sélection dans la liste de Mano Menezes pour affronter l'Argentine le 17 novembre. Malheureusement, Ronnie retombe vite dans ses travers. Il est découvert à la sortie d'une boîte de nuit, et il témoigne d'un manque d'implication, pointé du doigt par son entraîneur. À cause de prestations fantomatiques sur les pelouses de série A, le Brésilien doit se contenter de bouts de matchs, et il perd son statut de titulaire au profit de son compatriote Robinho. Un départ au mercato d'hiver est de plus en plus avancé et se confirme avec en point d'orgue, un départ de Ronaldinho pour le Brésil lors du stage hivernal du Milan AC.[réf. nécessaire]

### Retour au Brésil: CR Flamengo puis Atlético Mineiro (2011-2014)
Après différentes rumeurs indiquant que Ronaldinho signera au Los Angeles Galaxy, au Corinthians mais aussi au Blackburn Rovers, il signe finalement un contrat de trois ans et demi avec le club brésilien de Flamengo sous l'accueil de 20 000 supporters brésiliens lors de sa présentation officielle. Ronaldinho retourne jouer dans son pays en espérant être présent dans la sélection brésilienne pour la Coupe du monde 2014 qui se déroulera au Brésil. Il marque son premier but contre Boavista lors de la finale la première phase de la Coupe Guanabara et marquera également un magnifique coup franc de 25 mètres contre cette même équipe en finale, pour finalement remporter cette coupe. Il gagnera également la Coupe Rio contre Fluminense. Lors du choc face à Santos, il marque un triplé permettant à son équipe, alors menée, de l'emporter 5-4. Le 25 août 2011, Ronaldinho qualifie Flamengo, pour la première fois de son histoire, en 8e de finale de la Copa Sudamericana, équivalent sud-américain de la Ligue Europa, en marquant l'unique but du match face à l'Atlético Paranaense. Le 31 mai 2012, Ronaldinho résilie son contrat avec Flamengo à la suite des nombreux retards de salaire dus par le club carioca.
Une semaine après la résiliation de son contrat à Flamengo, et alors que des rumeurs l'envoyaient au Qatar ou en Chine, Ronaldinho reste dans son pays natal et rejoint Belo Horizonte au club de l'Atlético Mineiro, le 4 juin 2012. Selon le site Lancenet, Ronaldinho toucherait un salaire de 300 000 reales par an (116 000 euros), soit quatre fois moins qu'à Flamengo. L'avocate du joueur vedette, passée par le PSG, Barcelone et le Milan AC, avait annoncé qu'à la suite d'une décision de justice, Ronaldinho allait pouvoir quitter Flamengo, alors que le club de Rio de Janeiro doit 40 millions de reales (16 millions d'euros) à l'attaquant. Flamengo a indiqué vouloir faire appel.
Dès ses premiers matchs, il s'affirme comme le leader de l'équipe. Numéro 49 floqué au dos, il retrouve peu à peu son niveau, est replacé au centre et enchaîne les caviars et les buts. Il marquera très vite son premier but sur penalty contre Náutico, match qu'il gagnera 5-1 avec son équipe,. Quelques mois plus tard, il inscrit un but de génie lors du derby du Minas Gerais contre Cruzeiro : depuis le milieu de terrain, il efface deux défenseurs et, arrivé devant les buts, trompe le gardien d'un tir en direction du second poteau. Lors de la victoire 6-0 de son équipe face à Figueirense, il inscrit un triplé et offre deux passes décisives, démontrant ainsi qu'il est toujours en forme. Durant ce match, Ronnie fond en larmes pour son beau-père mort quelques heures plus tôt.
Il enchaîne les matchs et découvre la Copa Libertadores sous le maillot de l'Atlético Mineiro. Son premier match contre São Paulo le 13 février 2013 se conclut sur une victoire 2-1 grâce à un Ronaldinho des grands soirs qui offre deux passes décisives pour commencer cette coupe de la plus belle des manières. Il inscrit son premier but dans la compétition le 7 mars 2013 contre The Strongest. Ronaldinho finit son parcours avec l'Atlético Mineiro contre le Club Olimpia le 24 juillet 2013 sur une victoire. Au terme de la séance de tirs au but (4-3) lors du match retour qu'il gagne 2-0 après avoir perdu le match aller sur le même score il décroche le titre, et enrichit son riche palmarès.
Début octobre 2013, Ronaldinho se blesse, son indisponibilité est estimée à trois mois et risque de lui faire rater la Coupe du monde des clubs. Afin de récupérer au plus vite, Ronaldinho et l'Atlético Mineiro ont décidé de faire appel à un spécialiste de l'acupuncture. À noter qu'un site sous le nom de VoltaRonaldinho fut créé pour que les supporters puissent lui apporter leur soutien. Il fait finalement son retour début décembre et signe un doublé, dont un coup-franc, contre Vitória lors de la dernière journée du championnat, soit trois jours seulement avant le début de la Coupe du monde des clubs. Son club finit malheureusement troisième de cette compétition mais Ronaldinho a pu s'illustrer en marquant deux coups francs en deux matches mais également un carton rouge lors de la dernière rencontre,.
Début janvier, alors que tous les médias l'annonçait du côté de Beşiktaş, il prolonge finalement avec l'Atlético Mineiro pour une année supplémentaire,. Cependant, sa première moitié de saison est insatisfaisante et le nouvel entraîneur, Levir Culpi, n'hésite pas à le mettre sur le banc,. Par la suite, il gagne tout de même la Recopa Sudamericana (1-0 ; 4-3).

### Querétaro (2014)
Le 6 septembre 2014, le club du Querétaro FC annonce que Ronaldinho s'est engagé pour deux années. 
Ronaldinho joue son premier match pour le club le 18 septembre 2014, face au Tigres UANL en coupe du Mexique. Il est titularisé mais ne peut empêcher la défaite de son équipe par un but à zéro. Il inscrit son premier but avec son nouveau club lors de sa deuxième titularisation, le 22 septembre 2014 face au Deportivo Guadalajara. Querétaro s'impose par quatre buts à un ce jour-là. Lors du Tournoi de clôture du championnat du Mexique de football 2015, Ronaldinho est le plus souvent remplaçant. Lors de la quatorzième journée, il inscrit ses deux premiers buts du Tournoi contre le Club América à l'Estadio Azteca. À la suite de ce doublé, il reçoit une ovation de la part du public. Le 20 juin 2015, il résilie son contrat avec le club mexicain.

### Fluminense (2015)
Le 12 juillet 2015, libre de tout contrat, Ronaldinho signe un contrat de 17 mois avec Fluminense,. Ce transfert est une surprise car le Brésilien était annoncé aux côtés de Samuel Eto'o, son ancien coéquipier à Barcelone, au club turc d'Antalyaspor. Il participe à son premier match pour le club le 1er août 2015, lors d'une rencontre de championnat face au Grêmio Porto Alegre. Il est titularisé, et son équipe s'impose (1-0). Le 29 septembre de la même année, Ronaldinho résilie son contrat en accord avec le club.
Le 29 janvier 2016, Ronaldinho se fait remarquer en disputant un match avec le club équatorien de Barcelona Sporting Club, au cours duquel il dédicace le carton jaune de l'arbitre. Les semaines suivantes, Ronaldinho enchaîne les contrats de quelques matches, avec notamment Las Vegas FC ou encore Montevideo. Mi-2016, il s'engage dans un club de futsal indien dans un championnat qui accueille entre autres Ryan Giggs, Paul Scholes ou encore Hernan Crespo.

### Ambassadeur du FC Barcelone
Ronaldinho est nommé en février 2017 ambassadeur du FC Barcelone.
Le 28 avril 2017, Ronaldinho participe a un Clasico des légendes avec son ex-coéquipier Ludovic Giuly et le Barça s'impose 3-2 avec trois passes décisives du Brésilien.

### En équipe nationale

#### Sélections jeunes et débuts
En mars 1995, le garçon de 15 ans est convoqué à Rio de Janeiro afin de s'envoler pour Glasgow et Londres, pour jouer avec la sélection jeunes de la Seleçao. En 1997, l'adolescent remporte le championnat du monde des moins de 17 ans avec l'équipe nationale en Égypte.
Ronaldinho est sélectionné avec l'équipe du Brésil des moins de 20 ans pour participer à la coupe du monde des moins de 20 ans en 1999. Lors de cette compétition organisée au Nigeria il est titulaire et joue les cinq matchs de son équipe. Il brille en étant notamment l'auteur d'un but face à la Zambie durant la phase de groupe (1-5 pour les Brésiliens) mais surtout lors du huitième de final contre la Croatie où il marque deux buts, et participe à la victoire de son équipe par quatre buts à zéro. Le Brésil est toutefois éliminé au tour suivant, en quarts de finale contre l'Uruguay (2-1).
Ronaldinho fait ses débuts en équipe du Brésil A le 26 juin 1999 contre la Lettonie (3-0). Il inscrit son premier but international le 24 juillet contre l'Allemagne (4-0) et remporte la Copa América 1999, au cours de laquelle il marque un but face au Venezuela. Finaliste de la Coupe des confédérations la même année qu'il termine co-meilleur buteur avec six unités, le jeune attaquant enchaîne avec neuf réalisations en huit matchs avec la sélection olympique en janvier 2000.

#### Révélation (2002-2004)
Ronaldinho fait partie de l'équipe du Brésil de football à la Coupe du monde 2002.
Les journalistes s'accordent sur le fait qu'il prend une part importante dans la qualification de son pays à la Coupe du monde de football 2002.[réf. nécessaire] Durant la compétition, il livre d'excellentes prestations. Contre la Chine, il inscrit un but et il est élu homme du match. En quart de finale contre l'Angleterre, il délivre une passe décisive à Rivaldo et marque sur un coup-franc lointain qui lobe David Seaman et est salué par la critique. Il est ensuite expulsé pour avoir marché sur le pied d'un adversaire. Il est de retour pour la finale que son équipe remporte face à l'Allemagne. Il est l'auteur de belles actions mais ne marque pas.

#### Leader (2004-2009)
En 2005, Ronaldinho est le capitaine de l'équipe du Brésil qui remporte la Coupe des confédérations en inscrivant un but lors de la finale.

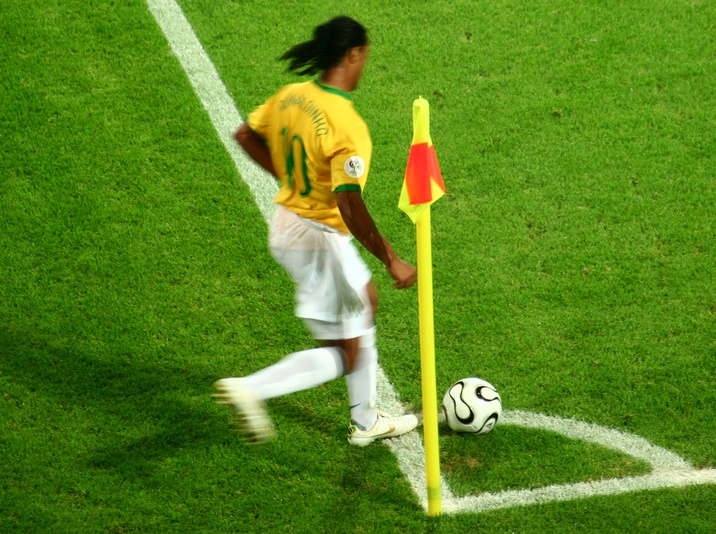
Ronaldinho tirant un corner lors de la Coupe du monde 2006 en Allemagne.

Lors de la Coupe du monde de football 2006, Ronaldinho fait l'expérience du haut et du bas. Il réalise une coupe du monde de piètre qualité, sans marquer de but ni pouvoir diriger le jeu brésilien, à tel point qu'il publie des excuses sur son site officiel. À la suite de l'élimination du Brésil par la France, une statue représentant le joueur a été détruite par le feu.
Il est sélectionné avec la Seleção pour jouer les JO 2008. Seuls trois joueurs de plus de 23 ans sont autorisés : Ronaldinho est choisi par Dunga, ainsi que Robinho et Thiago Neves. Cependant, le FC Barcelone s'oppose à ce que Ronaldinho aille aux JO et demande qu'il poursuive l'entraînement : le club cherche à vendre le joueur qui doit être en forme.
Malgré ses bonnes performances en club durant l'année 2010, Ronaldinho ne fait pas partie des 23 joueurs convoqués pour jouer le dernier match amical contre l'Irlande avant le mondial, ce qui déclenche une polémique à l'encontre du sélectionneur Dunga de la part des journalistes brésiliens. Finalement, lors de la présentation des 23 Brésiliens appelés à défendre les couleurs brésiliennes en Afrique du Sud, Ronaldinho est absent.[réf. nécessaire]
Il est en dernière minute retenu comme réserviste, mais n'est jamais apparu au mondial sud-africain. En septembre 2010, Ronaldinho ose ses premières critiques contre Dunga et affirme que sa mise à l'écart est « une injustice » et qu'il a fait, en Europe, « ce qu'aucun autre joueur brésilien n'a fait ».[réf. nécessaire]

#### Retour (2010-2013)
Finalement, après plus de dix-huit mois sans sélection, Ronaldinho a eu le plaisir de retrouver la Seleção lors d'un match amical le 17 novembre 2010 face à l'Argentine à Doha au Qatar. Cependant, Ronaldinho n'a pas été sélectionné lors des deux derniers match du Brésil contre la France et l'Écosse. Ronaldinho fait son retour dans la liste de Mano Menezes à l'occasion d'un match amical face au Ghana. Il a aussi joué le match aller et retour du Superclásico de las Américas, match aller dont le score restera nul et vierge. Le match retour sera remporté 2-0.
À l'occasion de la première liste de Luiz Felipe Scolari le 22 janvier 2013, Ronaldinho est sélectionné pour jouer un match amical face à l'Angleterre le 6 février 2013,.
Comme Kaká et Robinho, il n'est pas sélectionné par Luiz Felipe Scolari pour disputer la Coupe du monde 2014 qui a lieu au Brésil.
Sa carrière s'est officiellement terminé en janvier 2018, alors qu'il était sans club depuis 2015.

### Vie privée
Il a un fils, João Mendes de Assis Moreira , né en février 2005. Évoluant au poste d'attaquant, ce dernier signe au FC Barcelone en mars 2023.
Ronaldinho vit depuis 2016 avec deux compagnes, Priscilla Coelho et Beatriz Souza.

### Amende au Brésil
En 2015, il fait construire une plate-forme de pêche à Porto Alegre sur le Rio Guaíba. Comme il s'agit d'une zone protégée, il est condamné à une amende de 1,9 M€, ramenée à 1,36 M€ après négociation avec la justice. Il est privé de passeport tant qu'il n'a pas payé. En 2019, il n'a toujours pas payé l'amende et lorsque la justice saisit ses comptes elle les trouve vides.

### Arrestation au Paraguay
Le 6 mars 2020, Ronaldinho et son frère sont menottés et arrêtés au Paraguay. Ils sont accusés par les autorités d'usage de faux documents afin d'entrer sur le territoire. Durant son séjour au Paraguay, il remporte un tournoi de futsal organisé en prison et gagne le premier prix, à savoir un cochon de 16 kg,,. Le 7 avril 2020, il est autorisé à sortir de prison et à rejoindre une résidence surveillée (un hôtel de luxe du centre d'Asuncion appelé le Palmaroga), contre le versement d'une caution de 1,47 million d'euros,.
Le 24 août 2020, après 5 mois et 20 jours de privation de liberté, Ronaldinho et son frère Roberto sont libérés. L'ancienne star du football devra tout de même s'affranchir d'une amende de 76 300 euros pour « dommage à la société ».

## Style de jeu

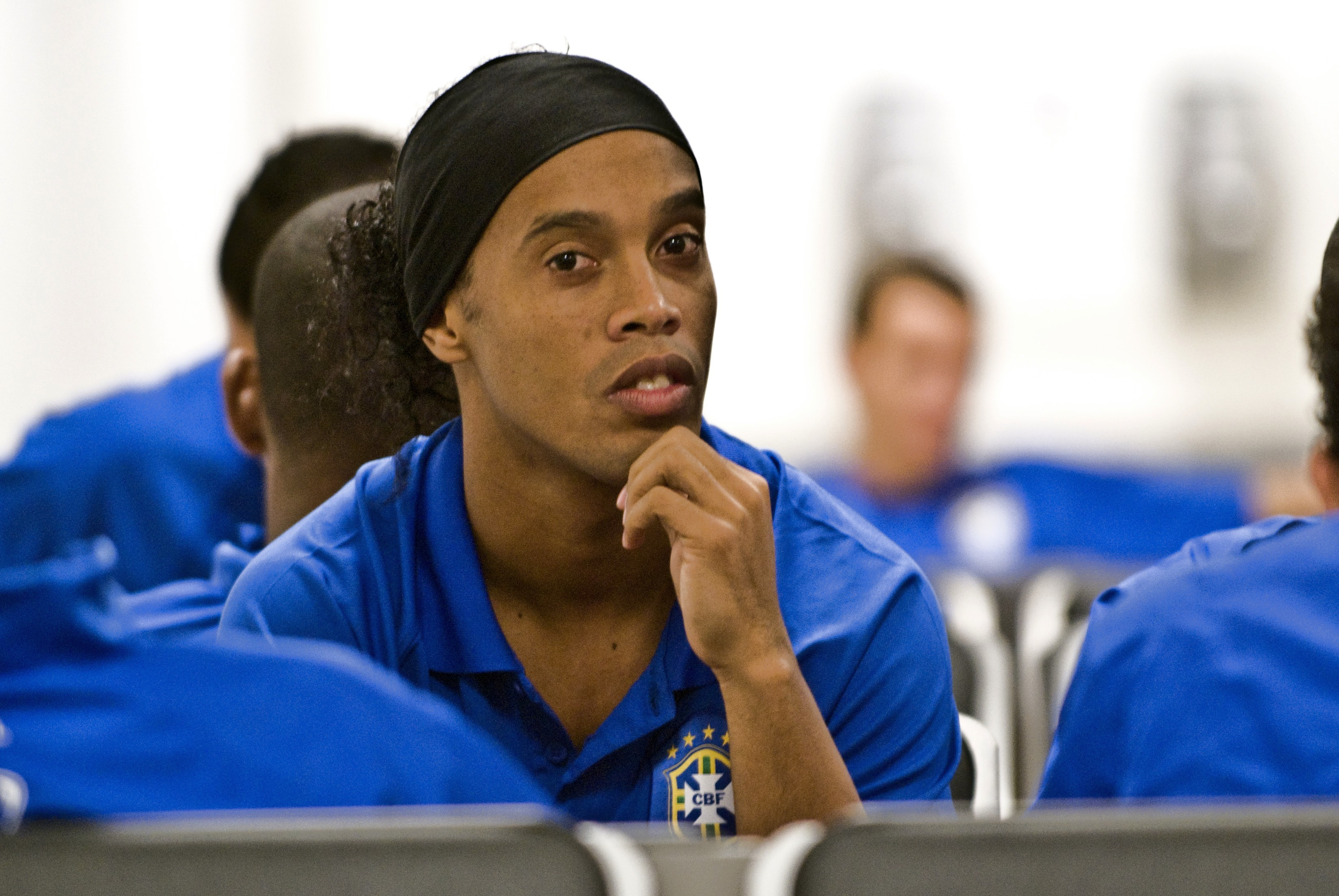
Ronaldinho en 2007.

### Période Blaugrana
La rapidité, l'inventivité, l'improvisation, l'habileté et une vitesse d'exécution hors norme sont les principales caractéristiques techniques de Ronaldinho. Sa position naturelle est celle d'ailier gauche, bien qu'il joue souvent au poste de milieu offensif voire d'avant-centre. Sa capacité à s'adapter à tous les différents postes a incité ses entraîneurs à faire de lui un électron libre sur le terrain.
Ronaldinho est un grand technicien. Capable d'inventer un nouveau geste à chacun de ses matchs, le Ballon d'or 2005 possède un jeu et une technique de dribble imprévisibles. Elástico, coup du sombrero, El regat, jongles, lob, double passement de jambes mais aussi, bicyclette, passes aveugles, passes de l'extérieur du pied, de surprenantes talonnades (de toutes sortes) ou même espaldinha, vaselina, des coups francs enroulé phénoménaux, des pelletées de passes décisives toutes plus étonnantes et déroutantes les unes que les autres, la panoplie de Ronaldinho est trop large pour permettre à l'adversaire d'anticiper et suscite de l'admiration et du bonheur auprès des amateurs et des professionnels du ballon rond,. Il est considéré comme l'un des plus grands dribbleurs de tous les temps. Son jeu de tête reste quant à lui un de ses principaux points faibles.

### Période Rossonera
En 2008, alors qu'on le disait fini pour le football, l'AC Milan rachète Ronaldinho contre toute attente, pour la somme de 21M € alors qu'il était évalué à plus de 100 M d'euros deux années plus tôt.[réf. nécessaire]
Ses débuts sont très difficiles, et il se fera surtout remarquer par son embonpoint et ses sorties nocturnes. Cependant, la Série A n'est pas réputée comme le championnat le plus rugueux pour rien. Il est sanctionné et recadré par son club, qui cherche à tout prix à lui faire retrouver sa forme physique.[réf. nécessaire]
La deuxième saison de Ronaldinho marque le début de sa renaissance. Ayant retrouvé une condition physique convenable, Ronaldinho prouve qu'il est toujours un excellent dribbleur et distribue nombre de caviars à ses coéquipiers. Il inscrit également une douzaine de buts en championnat.[réf. nécessaire]

## Causes et prises de position

### Politique
Lors de l’élection présidentielle brésilienne de 2018, il apporte son soutien au candidat d’extrême droite Jair Bolsonaro,. En décembre 2017, les médias avaient fait état de sa volonté de se présenter aux élections sénatoriales sous l’étiquette du parti nationaliste Patriota.

### Humanitaire
- Depuis août 2005 : ambassadeur contre la Faim pour le Programme alimentaire mondial (PAM).
- Depuis le 11 août 2006 : ambassadeur de bonne volonté des Nations unies. Il est porte-parole de l'ONU pour le sport au service du développement et de la paix.

## Statistiques

### Statistiques détaillées
| Saison                | Club                  | Championnat           | Championnat | Championnat | Championnat | Coupe(s) nationale(s) | Coupe(s) nationale(s) | Coupe(s) nationale(s) | Supercoupe | Supercoupe | Supercoupe | Compétition(s) continentale(s) | Compétition(s) continentale(s) | Compétition(s) continentale(s) | Compétition(s) continentale(s) | Ligue régional | Ligue régional | Ligue régional | Autres compétitions | Autres compétitions | Autres compétitions | Total | Total | Total |
| Saison                | Club                  | Division              | M.          | B.          | P.d.        | M.                    | B.                    | P.d.                  | M.         | B.         | P.d.       | Comp.                          | M.                             | B.                             | P.d.                           | M.             | B.             | P.d.           | M.                  | B.                  | P.d.                | M.    | B.    | P.d.  |
| 1998                  | Grêmio                | Série A               | 14          | 1           | 0           | 2                     | 0                     | 0                     | -          | -          | -          | CL                             | 15                             | 3                              | 2                              | 17             | 4              | 2              | -                   | -                   | -                   | 48    | 8     | 4     |
| 1999                  | Grêmio                | Série A               | 17          | 6           | 3           | 3                     | 0                     | 1                     | -          | -          | -          | CL                             | 4                              | 2                              | 1                              | 24             | 15             | 6              | -                   | -                   | -                   | 48    | 23    | 11    |
| 2000                  | Grêmio                | Série A               | 21          | 14          | 3           | 6                     | 6                     | 0                     | -          | -          | -          | -                              | -                              | -                              | -                              | 22             | 21             | 2              | -                   | -                   | -                   | 49    | 41    | 5     |
| Sous-total            | Sous-total            | Sous-total            | 52          | 21          | 6           | 11                    | 6                     | 1                     | -          | -          | -          | -                              | 19                             | 5                              | 3                              | 63             | 40             | 10             | -                   | -                   | -                   | 145   | 72    | 20    |
| 2001-2002             | Paris SG              | Division 1            | 28          | 9           | 7           | 6                     | 2                     | 0                     | -          | -          | -          | C3                             | 6                              | 2                              | 0                              | -              | -              | -              | -                   | -                   | -                   | 40    | 13    | 7     |
| 2002-2003             | Paris SG              | Ligue 1               | 27          | 8           | 8           | 6                     | 3                     | 3                     | -          | -          | -          | C3                             | 4                              | 1                              | 0                              | -              | -              | -              | -                   | -                   | -                   | 37    | 12    | 11    |
| Sous-total            | Sous-total            | Sous-total            | 55          | 17          | 15          | 12                    | 5                     | 3                     | -          | -          | -          | -                              | 10                             | 3                              | 0                              | -              | -              | -              | -                   | -                   | -                   | 77    | 25    | 18    |
| 2003-2004             | FC Barcelone          | Liga                  | 32          | 15          | 5           | 6                     | 3                     | 3                     | -          | -          | -          | C3                             | 7                              | 4                              | 2                              | -              | -              | -              | -                   | -                   | -                   | 45    | 22    | 10    |
| 2004-2005             | FC Barcelone          | Liga                  | 35          | 9           | 9           | -                     | -                     | -                     | -          | -          | -          | C1                             | 7                              | 4                              | 2                              | -              | -              | -              | -                   | -                   | -                   | 42    | 13    | 11    |
| 2005-2006             | FC Barcelone          | Liga                  | 29          | 17          | 14          | 2                     | 1                     | 0                     | 2          | 1          | 1          | C1                             | 12                             | 7                              | 5                              | -              | -              | -              | -                   | -                   | -                   | 45    | 26    | 20    |
| 2006-2007             | FC Barcelone          | Liga                  | 32          | 21          | 8           | 4                     | 0                     | 0                     | 2          | 0          | 2          | C1                             | 8                              | 2                              | 1                              | -              | -              | -              | 3                   | 1                   | 1                   | 49    | 24    | 12    |
| 2007-2008             | FC Barcelone          | Liga                  | 17          | 8           | 2           | 1                     | 0                     | 0                     | -          | -          | -          | C1                             | 8                              | 1                              | 2                              | -              | -              | -              | -                   | -                   | -                   | 26    | 9     | 4     |
| Sous-total            | Sous-total            | Sous-total            | 145         | 70          | 38          | 13                    | 4                     | 3                     | 4          | 1          | 3          | -                              | 42                             | 18                             | 11                             | -              | -              | -              | 3                   | 1                   | 1                   | 207   | 94    | 56    |
| 2008-2009             | Milan AC              | Serie A               | 29          | 8           | 5           | 1                     | 0                     | 0                     | -          | -          | -          | C3                             | 6                              | 2                              | 1                              | -              | -              | -              | -                   | -                   | -                   | 36    | 10    | 6     |
| 2009-2010             | Milan AC              | Serie A               | 36          | 12          | 14          | -                     | -                     | -                     | -          | -          | -          | C1                             | 7                              | 3                              | 1                              | -              | -              | -              | -                   | -                   | -                   | 43    | 15    | 15    |
| 2010-2011             | Milan AC              | Serie A               | 11          | 0           | 3           | -                     | -                     | -                     | -          | -          | -          | C1                             | 5                              | 1                              | 1                              | -              | -              | -              | -                   | -                   | -                   | 16    | 1     | 4     |
| Sous-total            | Sous-total            | Sous-total            | 76          | 20          | 22          | 1                     | 0                     | 0                     | -          | -          | -          | -                              | 18                             | 6                              | 3                              | -              | -              | -              | -                   | -                   | -                   | 95    | 26    | 25    |
| 2011                  | Flamengo              | Série A               | 31          | 14          | 7           | 5                     | 1                     | 1                     | -          | -          | -          | CL                             | 3                              | 2                              | 0                              | 13             | 4              | 1              | -                   | -                   | -                   | 52    | 21    | 9     |
| 2012                  | Flamengo              | Série A               | 2           | 1           | 0           | -                     | -                     | -                     | -          | -          | -          | CL                             | 8                              | 2                              | 4                              | 10             | 4              | 1              | -                   | -                   | -                   | 20    | 7     | 5     |
| Sous-total            | Sous-total            | Sous-total            | 33          | 15          | 7           | 5                     | 1                     | 1                     | -          | -          | -          | -                              | 11                             | 4                              | 4                              | 23             | 8              | 2              | -                   | -                   | -                   | 72    | 28    | 14    |
| 2012                  | Atlético Mineiro      | Série A               | 32          | 9           | 12          | -                     | -                     | -                     | -          | -          | -          | -                              | -                              | -                              | -                              | -              | -              | -              | -                   | -                   | -                   | 32    | 9     | 12    |
| 2013                  | Atlético Mineiro      | Série A               | 14          | 7           | 2           | 2                     | 0                     | 2                     | -          | -          | -          | CL                             | 14                             | 4                              | 2                              | 6              | 4              | 2              | 2                   | 2                   | 0                   | 38    | 17    | 8     |
| 2014                  | Atlético Mineiro      | Série A               | 2           | 0           | 0           | -                     | -                     | -                     | -          | -          | -          | CL                             | 7                              | 1                              | 2                              | 4              | 0              | 0              | 2                   | 0                   | 0                   | 15    | 1     | 2     |
| Sous-total            | Sous-total            | Sous-total            | 48          | 16          | 14          | 2                     | 0                     | 2                     | -          | -          | -          | -                              | 21                             | 5                              | 4                              | 10             | 4              | 2              | 4                   | 2                   | 0                   | 85    | 27    | 22    |
| 2014-2015             | Querétaro FC          | Liga MX               | 25          | 8           | 4           | 4                     | 0                     | 1                     | -          | -          | -          | -                              | -                              | -                              | -                              | -              | -              | -              | -                   | -                   | -                   | 29    | 8     | 5     |
| 2015                  | Fluminense            | Série A               | 7           | 0           | 0           | 2                     | 0                     | 0                     | -          | -          | -          | -                              | -                              | -                              | -                              | -              | -              | -              | -                   | -                   | -                   | 9     | 0     | 0     |
| Total sur la carrière | Total sur la carrière | Total sur la carrière | 441         | 167         | 106         | 50                    | 16                    | 8                     | 4          | 1          | 3          | -                              | 121                            | 41                             | 29                             | 96             | 52             | 14             | 7                   | 3                   | 1                   | 719   | 280   | 161   |

### En sélection nationale
| Saison                | Sélection             | Phases finales                                    | Phases finales | Phases finales | Phases finales | Éliminatoires CDM | Éliminatoires CDM | Éliminatoires CDM | Matchs amicaux | Matchs amicaux | Matchs amicaux | Total | Total | Total |
| Saison                | Sélection             | Compétition                                       | M              | B              | Pd             | M                 | B                 | Pd                | M              | B              | Pd             | M     | B     | Pd    |
| --------------------- | --------------------- | ------------------------------------------------- | -------------- | -------------- | -------------- | ----------------- | ----------------- | ----------------- | -------------- | -------------- | -------------- | ----- | ----- | ----- |
| 1998-1999             | Brésil                | Copa América 1999 + Coupe des confédérations 1999 | 4+5            | 1+6            | 0+6            | -                 | -                 | -                 | 1              | 0              | 1              | 10    | 7     | 7     |
| 1999-2000             | Brésil                | -                                                 | -              | -              | -              | 3                 | 0                 | 1                 | 4              | 1              | 0              | 7     | 1     | 1     |
| 2000-2001             | Brésil                | -                                                 | -              | -              | -              | 2                 | 0                 | 0                 | 2              | 1              | 0              | 4     | 1     | 0     |
| 2001-2002             | Brésil                | Coupe du monde 2002                               | 5              | 2              | 3              | 1                 | 0                 | 0                 | 3              | 1              | 0              | 9     | 3     | 3     |
| 2002-2003             | Brésil                | Coupe des confédérations 2003                     | 3              | 0              | 1              | -                 | -                 | -                 | 6              | 2              | 0              | 9     | 2     | 1     |
| 2003-2004             | Brésil                | -                                                 | -              | -              | -              | 2                 | 1                 | 0                 | 3              | 1              | 1              | 5     | 2     | 1     |
| 2004-2005             | Brésil                | Coupe des confédérations 2005                     | 5              | 3              | 1              | 8                 | 3                 | 3                 | 3              | 5              | 1              | 16    | 11    | 5     |
| 2005-2006             | Brésil                | Coupe du monde 2006                               | 5              | 0              | 1              | 1                 | 0                 | 1                 | 2              | 0              | 0              | 8     | 0     | 2     |
| 2006-2007             | Brésil                | -                                                 | -              | -              | -              | -                 | -                 | -                 | 7              | 2              | 2              | 7     | 2     | 2     |
| 2007-2008             | Brésil                | -                                                 | -              | -              | -              | 4                 | 1                 | 0                 | 3              | 2              | 3              | 7     | 3     | 3     |
| 2008-2009             | Brésil                | -                                                 | -              | -              | -              | 4                 | 0                 | 1                 | 1              | 0              | 0              | 5     | 0     | 1     |
| 2010-2011             | Brésil                | -                                                 | -              | -              | -              | -                 | -                 | -                 | 1              | 0              | 0              | 1     | 0     | 0     |
| 2011-2012             | Brésil                | -                                                 | -              | -              | -              | -                 | -                 | -                 | 6              | 1              | 0              | 6     | 1     | 0     |
| 2012-2013             | Brésil                | -                                                 | -              | -              | -              | -                 | -                 | -                 | 3              | 0              | 1              | 3     | 0     | 1     |
| Total sur la carrière | Total sur la carrière | Total sur la carrière                             | 27             | 12             | 12             | 25                | 5                 | 6                 | 45             | 16             | 9              | 97    | 33    | 27    |

### Buts internationaux
| Buts en sélection de Ronaldinho Gaúcho | Buts en sélection de Ronaldinho Gaúcho | Buts en sélection de Ronaldinho Gaúcho | Buts en sélection de Ronaldinho Gaúcho | Buts en sélection de Ronaldinho Gaúcho | Buts en sélection de Ronaldinho Gaúcho  |
| #                                      | Date                                   | Lieu                                   | Adversaire                             | Résultats                              | Compétitions                            |
| -------------------------------------- | -------------------------------------- | -------------------------------------- | -------------------------------------- | -------------------------------------- | --------------------------------------- |
| 1                                      | 30 juin 1999                           | Ciudad del Este                        | Venezuela                              | 7-0                                    | Copa America 1999                       |
| 2                                      | 24 juillet 1999                        | Guadalajara                            | Allemagne                              | 4-0                                    | Coupe des confédérations 1999           |
| 3                                      | 28 juillet 1999                        | Guadalajara                            | États-Unis                             | 2-0                                    | Coupe des confédérations 1999           |
| 4                                      | 30 juillet 1999                        | Guadalajara                            | Nouvelle-Zélande                       | 2-0                                    | Coupe des confédérations 1999           |
| 5                                      | 1er août 1999                          | Guadalajara                            | Arabie saoudite                        | 8-2                                    | Coupe des confédérations 1999           |
| 6                                      | 1er août 1999                          | Guadalajara                            | Arabie saoudite                        | 8-2                                    | Coupe des confédérations 1999           |
| 7                                      | 1er août 1999                          | Guadalajara                            | Arabie saoudite                        | 8-2                                    | Coupe des confédérations 1999           |
| 8                                      | 23 février 2000                        | Bangkok                                | Thaïlande                              | 7-0                                    | Match amical                            |
| 9                                      | 3 mars 2001                            | Pasadena                               | États-Unis                             | 2-1                                    | Match amical                            |
| 10                                     | 14 avril 2002                          | Lisbonne                               | Portugal                               | 1-1                                    | Match amical                            |
| 11                                     | 18 mai 2002                            | Barcelone                              | Catalogne                              | 3-1                                    | Match amical *                          |
| 12                                     | 18 mai 2002                            | Barcelone                              | Catalogne                              | 3-1                                    | Match amical *                          |
| 13                                     | 8 juin 2002                            | Seogwipo                               | Chine                                  | 4-0                                    | Coupe du monde 2002                     |
| 14                                     | 21 juin 2002                           | Shizuoka                               | Angleterre                             | 2-1                                    | Coupe du monde 2002                     |
| 15                                     | 20 novembre 2002                       | Séoul                                  | Corée du Sud                           | 3-2                                    | Match amical                            |
| 16                                     | 29 mars 2003                           | Porto                                  | Portugal                               | 1-2                                    | Match amical                            |
| 17                                     | 10 septembre 2003                      | Manaus                                 | Équateur                               | 1-0                                    | Éliminatoires de la Coupe du monde 2006 |
| 18                                     | 28 avril 2004                          | Budapest                               | Hongrie                                | 4-1                                    | Match amical                            |
| 19                                     | 18 août 2004                           | Port-au-Prince                         | Haïti                                  | 6-0                                    | Match amical                            |
| 20                                     | 18 août 2004                           | Port-au-Prince                         | Haïti                                  | 6-0                                    | Match amical                            |
| 21                                     | 18 août 2004                           | Port-au-Prince                         | Haïti                                  | 6-0                                    | Match amical                            |
| 22                                     | 5 septembre 2004                       | São Paulo                              | Bolivie                                | 3-1                                    | Éliminatoires de la Coupe du monde 2006 |
| 23                                     | 8 septembre 2004                       | Berlin                                 | Allemagne                              | 1-1                                    | Match amical                            |
| 24                                     | 9 février 2005                         | Hong Kong                              | Hong Kong                              | 7-1                                    | Match amical                            |
| 25                                     | 5 juin 2005                            | Porto Alegre                           | Paraguay                               | 4-1                                    | Éliminatoires de la Coupe du monde 2006 |
| 26                                     | 5 juin 2005                            | Porto Alegre                           | Paraguay                               | 4-1                                    | Éliminatoires de la Coupe du monde 2006 |
| 27                                     | 22 juin 2005                           | Cologne                                | Japon                                  | 2-2                                    | Coupe des confédérations 2005           |
| 28                                     | 25 juin 2005                           | Nuremberg                              | Allemagne                              | 3-2                                    | Coupe des confédérations 2005           |
| 29                                     | 29 juin 2005                           | Francfort-sur-le-Main                  | Argentine                              | 4-1                                    | Coupe des confédérations 2005           |
| 30                                     | 24 mars 2007                           | Göteborg                               | Chili                                  | 4-0                                    | Match amical                            |
| 31                                     | 24 mars 2007                           | Göteborg                               | Chili                                  | 4-0                                    | Match amical                            |
| 32                                     | 22 août 2007                           | Montpellier                            | Algérie                                | 2-0                                    | Match amical                            |
| 33                                     | 9 septembre 2007                       | Chicago                                | États-Unis                             | 4-2                                    | Match amical                            |
| 34                                     | 17 novembre 2007                       | Rio de Janeiro                         | Équateur                               | 5-0                                    | Éliminatoires de la Coupe du monde 2010 |
| 35                                     | 11 octobre 2011                        | Torreón                                | Mexique                                | 2-1                                    | Match amical                            |

- Légende : Match non officiel

## Palmarès

### En club
- Gremio
  - Vainqueur de la Copa Sul en 1999
  - Vainqueur du championnat du Rio Grande do Sul en 1999
- Paris Saint-Germain
  - Vainqueur de la Coupe Intertoto en 2001
  - Finaliste de la Coupe de France en 2003
- FC Barcelone
  - Vainqueur de la Ligue des champions en 2006
  - Championnat d'Espagne en 2005 et 2006
  - Vainqueur de la Supercoupe d'Espagne en 2005 et 2006
  - Finaliste de la Coupe du monde des clubs de la FIFA en 2006
  - Finaliste de la Supercoupe de l'UEFA en 2006
- CR Flamengo
  - Vainqueur du championnat de Rio de Janeiro en 2011
  - Vainqueur de la Copa Guanabara en 2011
- Clube Atlético Mineiro
  - Vainqueur de la Copa Libertadores en 2013
  - Vainqueur du championnat du Minas Gerais en 2013
  - Vainqueur de la Recopa Sudamericana en 2014
  - Troisième de la Coupe du monde des clubs de la FIFA en 2013

### Avec le Brésil
- Brésil
  - Vainqueur de la Copa America des moins de 17 ans en 1997 au Paraguay
  - Vainqueur de la Coupe du monde des -17 ans en 1997
  - Vainqueur de la Coupe du monde en 2002 (avec 2 réalisations et 3 passes décisives)
  - Vainqueur de la Coupe des confédérations en 2005 (avec 3 réalisations)
  - Finaliste de la Coupe des confédérations en 1999
  - Vainqueur de la Copa América en 1999 (avec 1 réalisation)
  - Médaille de bronze aux Jeux olympiques de 2008

### Distinctions personnelles
2020
- Membre de l'équipe-type de l'histoire du Paris Saint-Germain[112]

2013
- Co-meilleur buteur de la Coupe du monde des clubs de la FIFA en 2013
- Meilleur joueur sud-américain de l'année par le quotidien uruguayen El País[113].

2012
- Ballon d'or brésilien[114]
- Meilleur passeur décisif de Série A brésilienne de la saison 2012 (12 passes)

2010
- Meilleur passeur décisif de la Serie A italienne de la saison 2009-10

2009
- Golden Foot award en 2009[115]

2007
- FIFA FIFPro World11 en 2007

2006
- Joueur de l'équipe de Onze Mondial
- Nommé à l'équipe type de l'année UEFA
- Onze d'argent
- Meilleur joueur FIFPro
- FIFA FIFPro World11 en 2006
- Meilleur footballeur de l'année UEFA de la saison 2005-06
- Troisième footballeur de l'année UEFA en 2006
- Le plus beau but de l'année selon la Gazzetta dello Sport
- Plus beau but selon la presse espagnole
- Meilleur joueur étranger de la Liga de la saison 2005-06 (Prix Don Balón)
- Meilleur passeur de la Liga de la saison 2005-06 (14 passes)

2005
- Ballon d'or
- Nommé à l'équipe type de l'année UEFA
- Onze type établi par le journal sportif français « L'Équipe ».
- Meilleur footballeur de l'année FIFA en 2005
- Meilleur joueur FIFPro
- FIFA FIFPro World11 en 2005
- "World Soccer Awards" du meilleur joueur de l'année
- Onze d'or
- Meilleur attaquant de l'année UEFA en 2005
- Rec.sport.soccer Player of the Year Award :
- Rey del Fútbol de Europa (Journal El País):
- Meilleur joueur latino-américain par l'agence EFE
- Prix « Hors-concours » - COB[116]
- Plus beau but de la Ligue des Champions de la saison 2004-05

2004
- Troisième au classement du Ballon d'or 2004
- Meilleur footballeur de l'année FIFA en 2004
- Nommée à l'équipe type de l'année UEFA
- Rey del Fútbol de Europa (Journal El País)
- Rec.sport.soccer Player of the Year Award
- Joueur de l'année World Soccer Awards
- Onze de Bronze
- Nommé au FIFA 100
- Meilleur joueur étranger de la Liga 2003-04 (Prix Don Balón)

2003
- Plus beau but de la saison 2002-03 avec le PSG

2002
- Onze de Bronze
- Nommé dans l'équipe type de la Coupe du monde 2002
- Meilleur buteur des qualifications pour les JO 2000
- Nommé dans l'équipe-type de Division 1 aux Oscars du football

2000
- Ballon d'argent brésilien
- Meilleur buteur du Tournoi Amsud pour la qualifacation au Jeux Olympiques (9 buts)

1999
- Meilleur buteur de l'État du Rio Grande do Sul (15 buts)
- Meilleur joueur de la Coupe des confédérations 1999
- Co-Meilleur buteur de la Coupe des confédérations 1999 (5 buts)

#### Classements de Ronaldinho auBallon d'or
| Années | Classements | Nombre de points | Clubs de Ronaldinho                | Vainqueurs du Ballon d'or       |
| ------ | ----------- | ---------------- | ---------------------------------- | ------------------------------- |
| 2002   | 12e         | 8 points         | Paris Saint-Germain                | Ronaldo (169 points)            |
| 2003   | 22e         | 1 point          | Paris Saint-Germain / FC Barcelone | Pavel Nedvěd (190 points)       |
| 2004   | 3e          | 113 points       | FC Barcelone                       | Andriy Chevtchenko (175 points) |
| 2005   | 1er         | 225 points       | FC Barcelone                       | Frank Lampard (2e, 148 points)  |
| 2006   | 4e          | 73 points        | FC Barcelone                       | Fabio Cannavaro (173 points)    |
| 2007   | 12e         | 18 points        | FC Barcelone                       | Kaká (444 points)               |

### Filmographie
- 2002 : Trois Zéros : lui-même
- 2006 : Ronaldinho, la sonrisa del futbol : lui-même
- 2006 : Goal 2 : La Consécration (Goal II: Living the Dream) de Jaume Collet-Serra : lui-même
- 2018 : Kickboxer : L'Héritage (Kickboxer: Retaliation) de Dimitri Logothetis : Ronaldo